# Codlea
Codlea (pronunciació en romanès: [ˈKodle̯a]; en alemany: Zeiden; en Dialecte saxó de Transsilvània: Zäöeden; en hongarès: Feketehalom) és una ciutat del comtat de Brașov, Transsilvània (Romania).

## Història

Măgura Codlei

Durant el segle xiii, l'orde teutònic va construir una fortalesa coneguda com a Schwarzburg ("castell negre") prop del "Măgura Codlei". El nom del castell es va notar per primera vegada el 1265 i va ser reconstruït per última vegada el 1432 pel gremi d'artesans que treballava a la ciutat. Es creu que la ciutat de Codlea també va ser fundada per alemanys. L'església fortificada de la ciutat és la més gran de la regió històrica de Burzenland. Codlea era molt coneguda per les seves flors i es deia la ciutat de les flors.

## Nom
El nom romanès "Codlea" podria ser una derivació del llatí * codella, diminutiu del llatí coda 'edge, endarrere'o bé podria derivar-se del cotal eslau ("bullidor"), com el Măgura Codlei ("turó de la caldera") sembla una caldera. En romanès, Măgura significa "gran turó, monticle, bosc situat en un lloc elevat". El turó també proporciona el nom hongarès de la ciutat Feketehegy ("Black Hill"). Es desconeix l'origen del nom alemany, però hi ha una teoria que va derivar de Zeidler ("apicultor").

## Clima
Codlea té un clima continental càlid i estiu humit (Dfb a la classificació climàtica de Köppen).

## Població
- 1510: 670
- 1814: 3.264
- 1849: 3.764
- 1890: 4.035
  - 2.680 alemanys (67%)
  - 1.211 romanesos (30%)
  - 44 hongaresos (1%)
  - 100 jueus i altres (2%)
- 1930: 5.219
  - 3.111 alemanys (60%)
  - 1.916 romanesos (36%)
  - 192 hongaresos (4%)
- 1941: 6.214
- 1966: 13.075
- 1977: 22.744
- 1982: 23.500
- 1992: 24.620
- 2002: 24.286[1]
- 2011: 21.708[2]

El 2011, el 90,2% dels habitants eren romanesos, el 5,6% gitanos, el 2,8% hongaresos i l'1% alemanys. El 2002, el 86,8% eren ortodoxos romanesos, el 3,7% catòlics, el 3,1% pentecostals, el 2,2% evangèlic cristià, l'1% confessió evangèlica augusta i el 0,8% reformat.

## Fills il·lustres
- Fritz Klein (1888-1945), metge nazi de les SS penjat per crims de guerra
- Doina Popescu (1938 –), jugadora de voleibol
- Alexandru Zaharescu (1961 –), matemàtic